# Norwegian Spirit
El Norwegian Spirit (anteriormente llamado SuperStar Leo) es un crucero de la clase Leo operado por Norwegian Cruise Line (NCL). Fue construido en 1998 para Star Cruises como SuperStar Leo por el astillero Meyer Werft en Papenburg, Alemania. En 2004 fue transferido a NCL y rebautizado como Norwegian Spirit.